# Wishbone chair
Pour les articles homonymes, voir Wishbone (homonymie).
La Wishbone chair, également connue sous le nom de chaise CH24 ou chaise Y est une chaise conçue par Hans Wegner en 1949 pour Carl Hansen & Søn. Son nom fait référence à son dossier en forme de Y qui fait penser à l'os du bonheur. La chaise est dotée d'un accoudoir en bois courbé et d'une assise en corde dans un motif d'enveloppe tissée.
Il s'agit de la chaise la plus vendue de Wegner, un exemple notable de design danois,. La chaise est en production continue depuis sa sortie d'origine. Elle est particulièrement populaire au Japon, où les ventes dans le pays représentent plus d'un quart de la production annuelle. Il existe un livre entier dédié à cette chaise publié en langue japonaise.

## Histoire
En 1948, Holger Hansen de Carl Hansen & Søn et Mogens Tuck d'Andreas Tuck ont commandé ensemble à Wegner la production de neuf meubles. Wegner créera quatre tables pour Andreas Tuck et quatre chaises et un buffet pour Carl Hansen & Søn. Les entreprises ont travaillé en étroite collaboration et ont bénéficié de la possibilité de commercialiser leurs chaises et leurs tables ensemble.
Wegner a produit CH22, CH23, CH24 et CH25 pour les chaises et CH304 pour le buffet. CH24, bientôt connue sous le nom de Wishbone chair, était une itération de la série de chaises chinoises de Wegner. Les chaises chinoises ont été produites pour Fritz Hansen à partir de 1944 et se sont inspirées des sièges ronds en bois de la Chine Ming.
Hansen était à l'origine mécontent des créations de Wegner, qui, selon lui, ressemblaient à des meubles de jardin, et de la complexité de la fabrication nécessaire pour mettre les articles en production. Le processus de fabrication dépassait le cadre de l'usine de Carl Hansen & Søn; les pieds arrière de la chaise Wishbone devaient être tournés par un sous-traitant et le cintrage à la vapeur de la barre supérieure devait être effectué dans une usine extérieure finalement ce sont plus de 100 opérations manuelles qui sont nécessaires à la réalisation d'une seule chaise Wishbone .  Néanmoins, tous les modèles de chaises sont entrés en production l'année suivante. La chaise Wishbone est devenue son plus grand succès commercial et est restée en production continue.
Au milieu des années 1990, Carl Hansen & Søn a augmenté la hauteur d'assise de la chaise de 2 cm pour refléter l'augmentation de la taille des populations européennes et américaines qui achètent la chaise. La chaise dans ses dimensions d'origine est toujours produite et vendue en Asie.
Chaque année, Carl Hansen & Son sort une édition limitée de la chaise pour l'anniversaire de Wegner. En 2018, ils sortent un bois de chêne foncé. En 2019, ils ont sorti une version avec un siège en cuir. En 2020, ils ont sorti la chaise en bleu marine.

## Inspirations pour la Wishbone chair

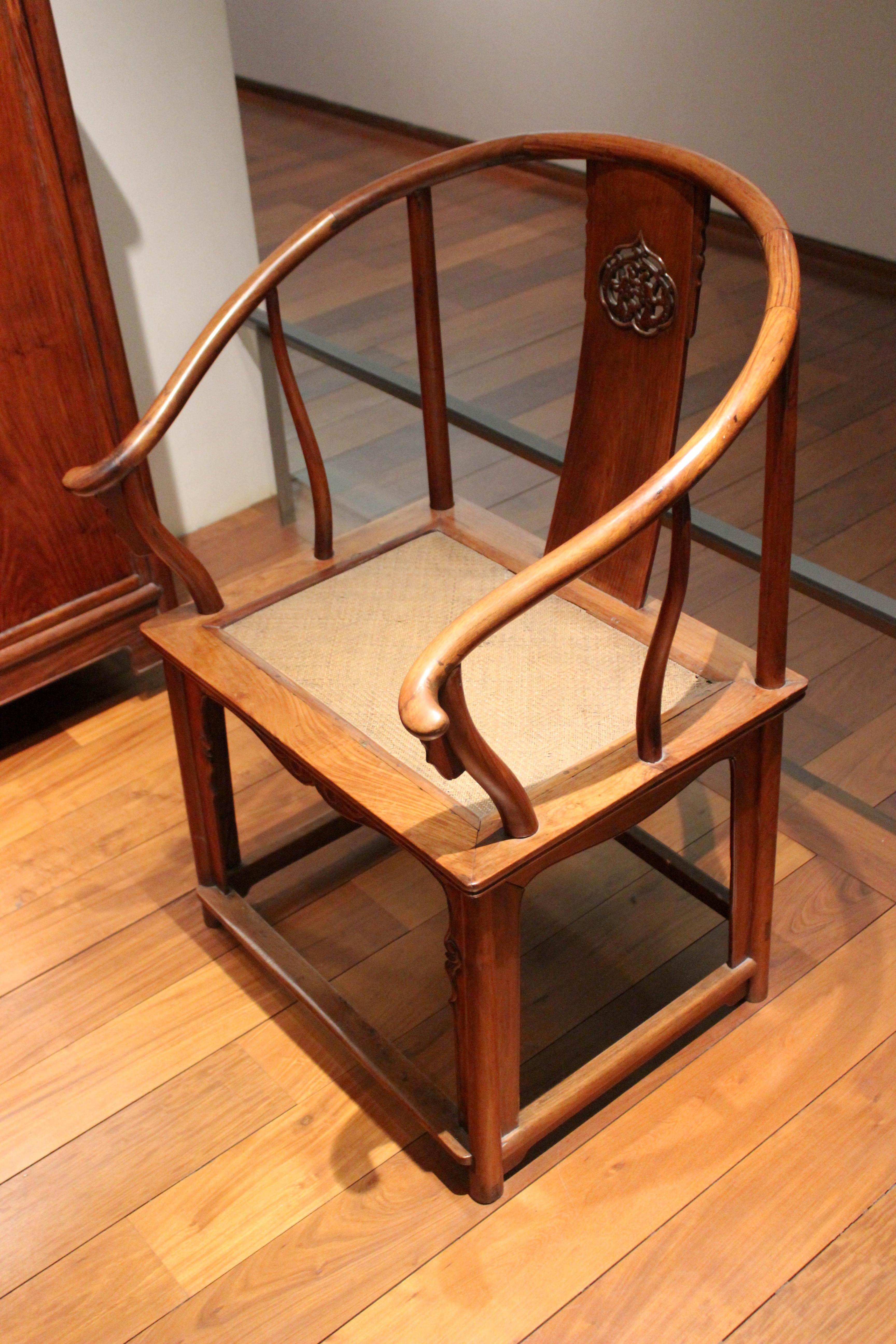
Fauteuil chinois guanmaoyi , fin XVIe siècle, Paris, musée Guimet.
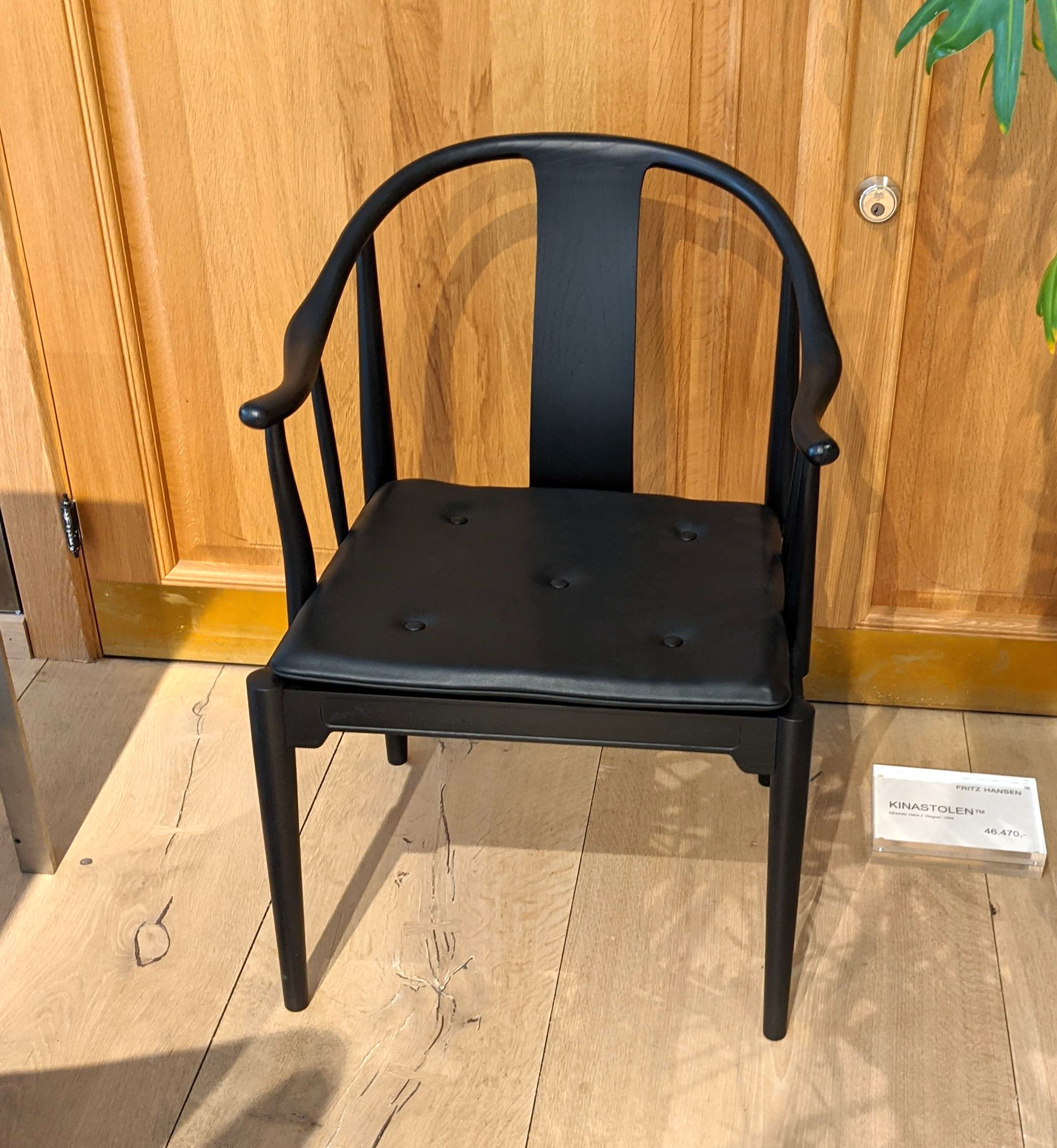
Premier fauteuil chinois de Hans Wegner.
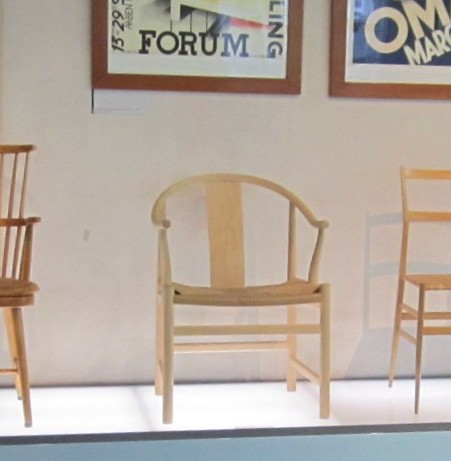
Quatrième fauteuil chinois de Hans Wegner, Danemark, Designmuseum.

## Galerie

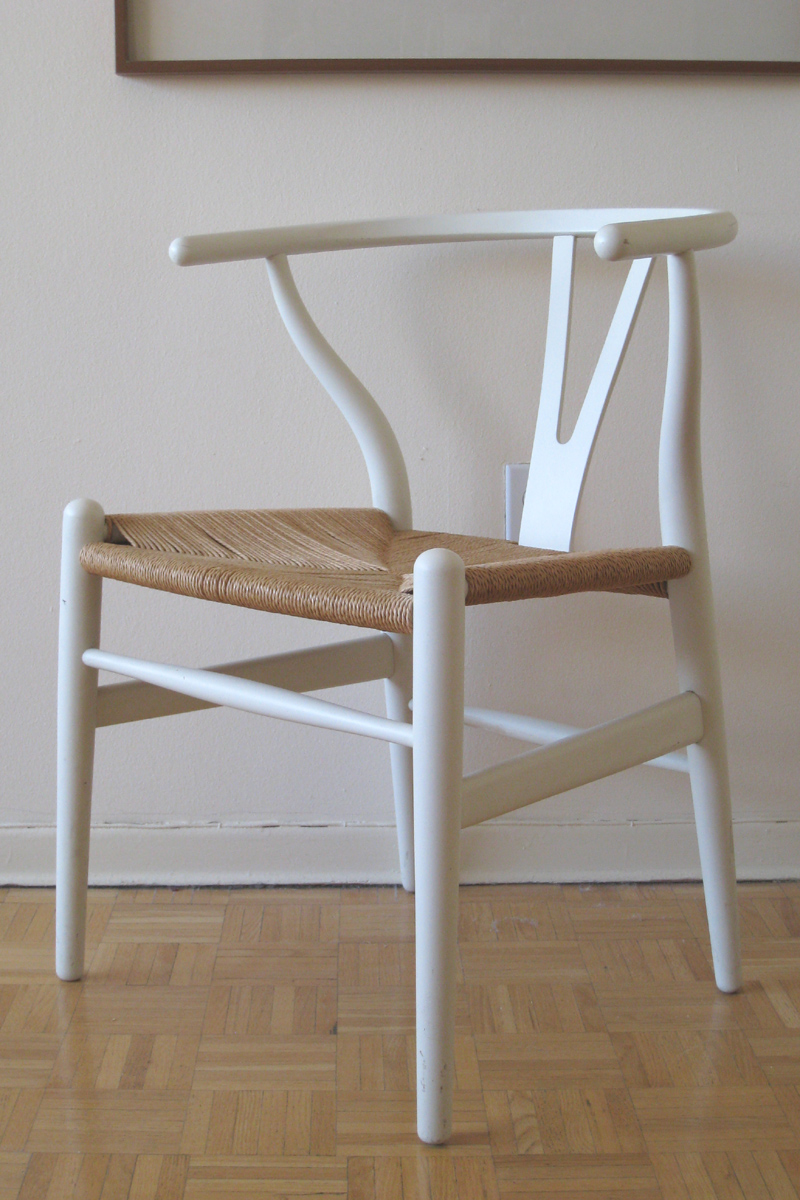
Chaise Wishbone en blanc
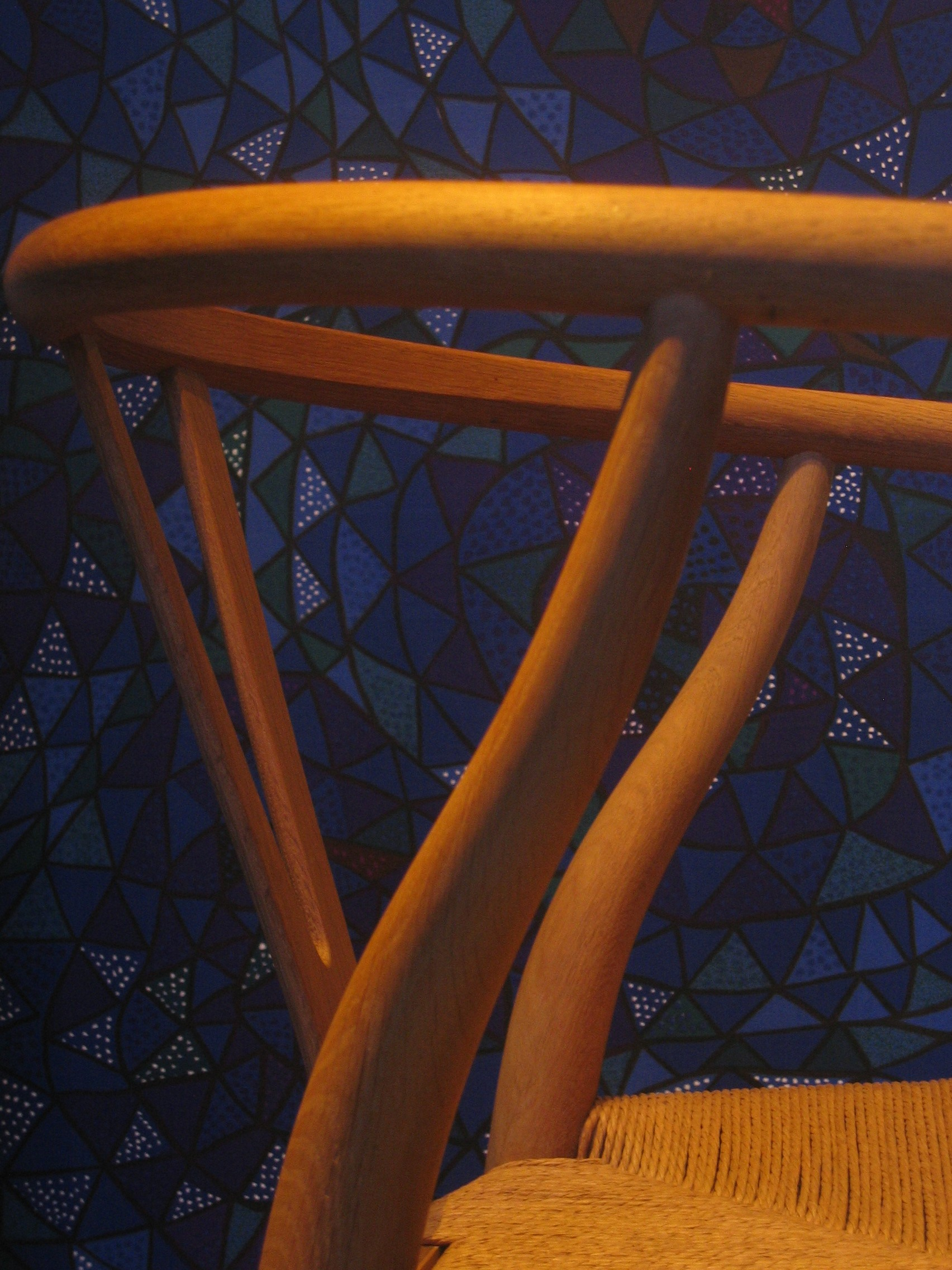
Vue rapprochée
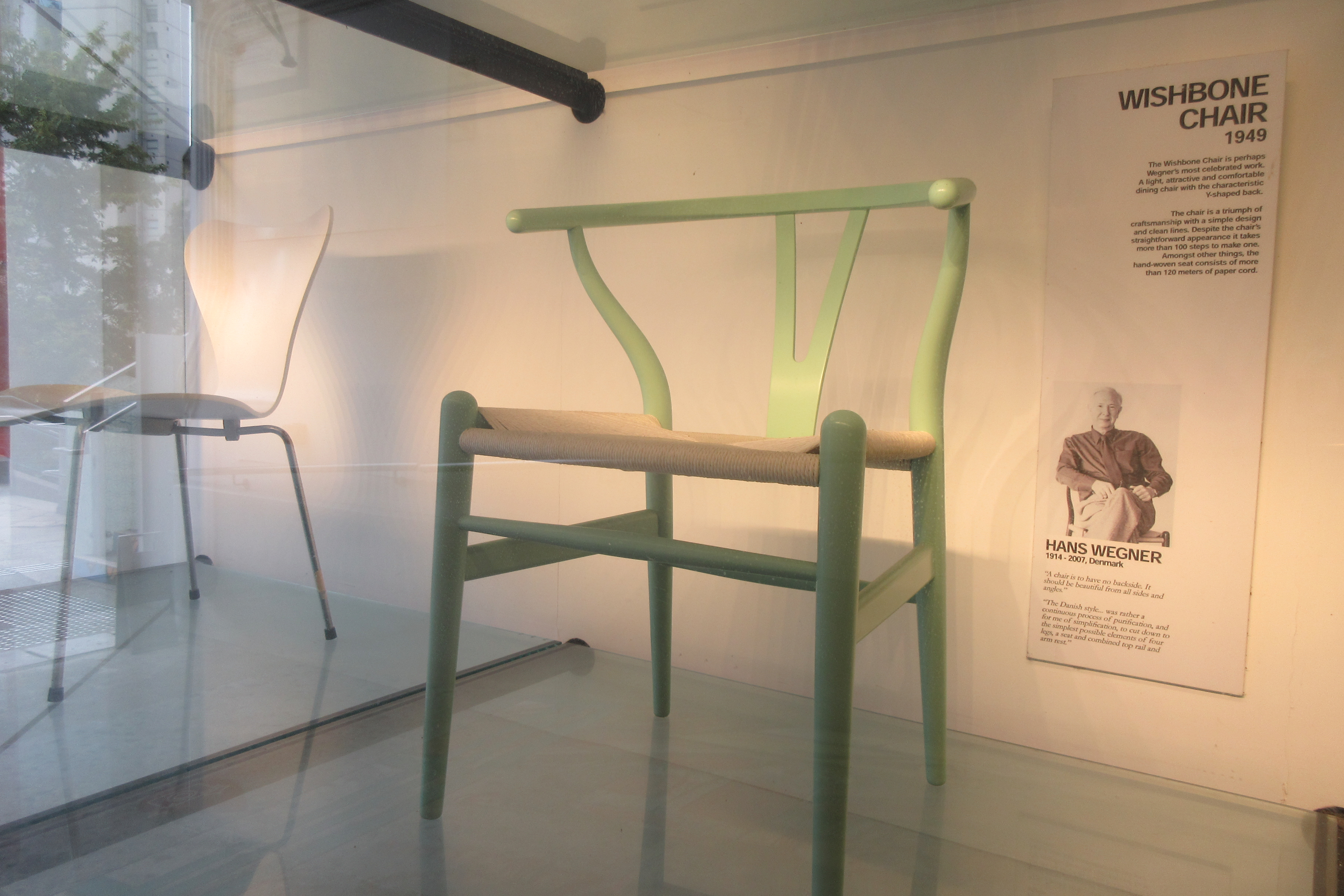
La chaise Wishbone exposée
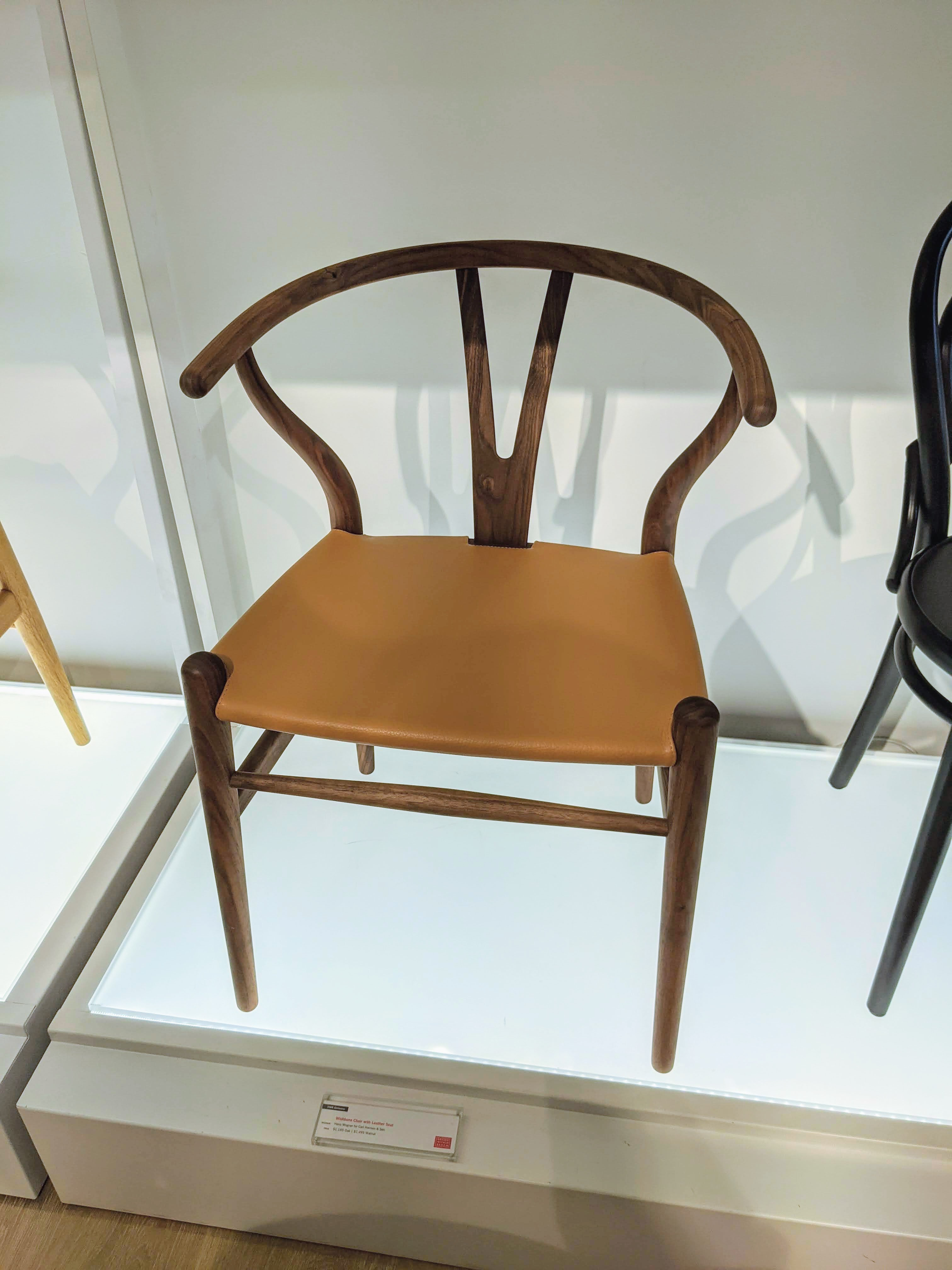
Chaise Wishbone en édition limitée avec siège en cuir
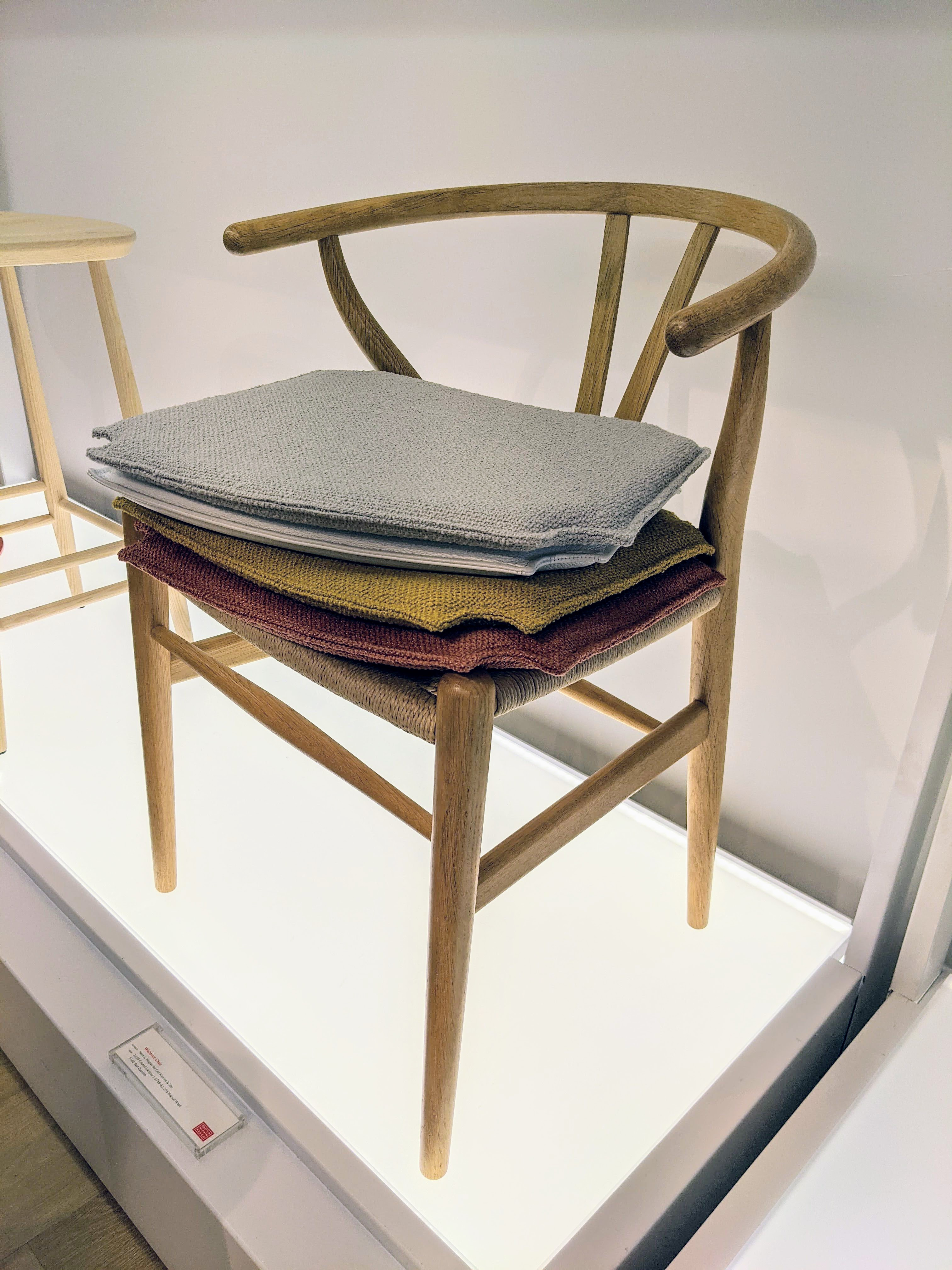
Chaise Wishbone avec housses de siège accessoires exposées
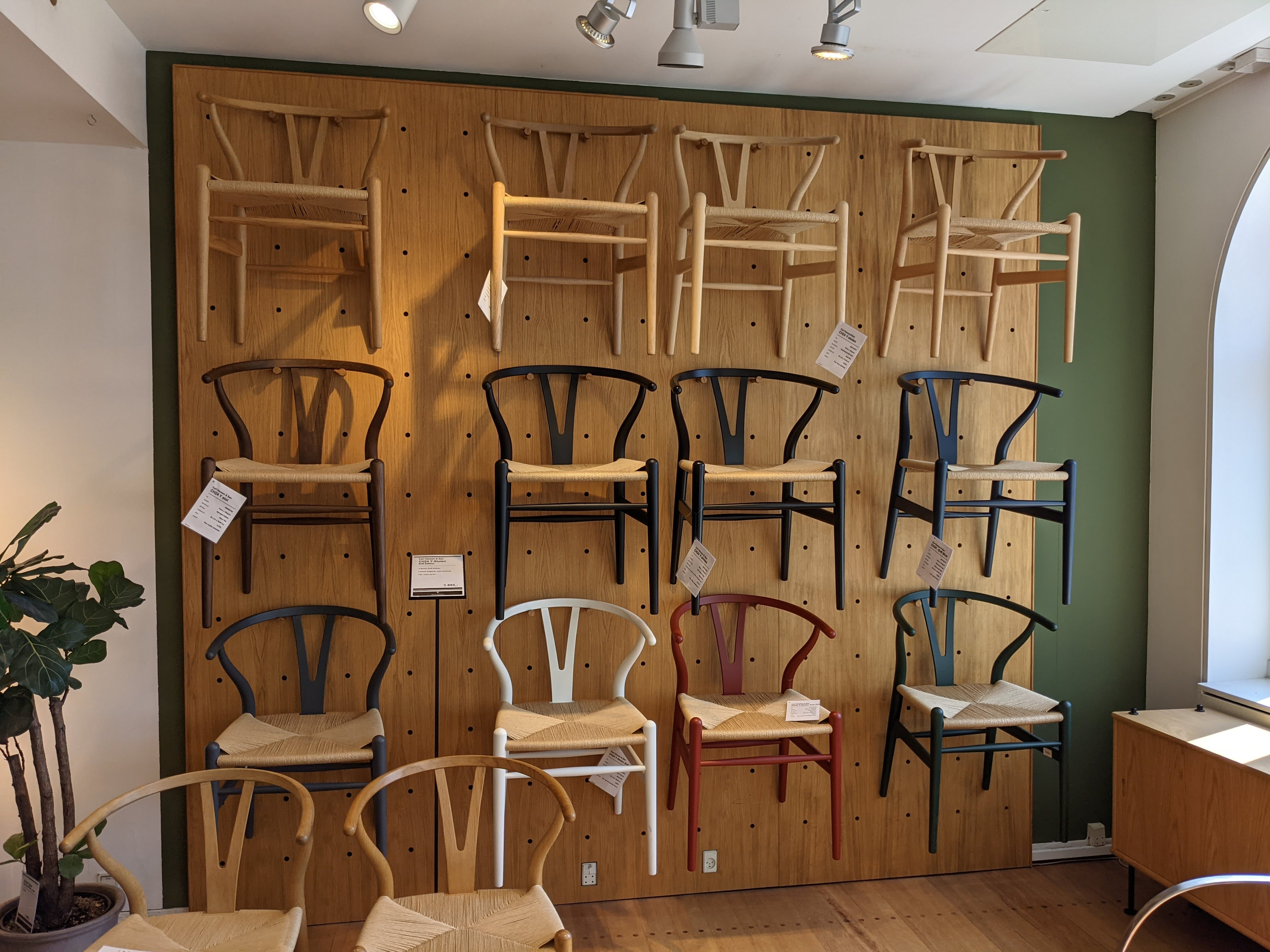
Chaises Wishbone exposées à Illums Bolighus